# گریساتن
گریساتن (به انگلیسی: Greysouthen) یک روستا و محله مدنی در بریتانیا است که در الیردال واقع شده‌است. گریساتن ۶۳۱ نفر جمعیت دارد.